# Talo
|  | Per a altres significats, vegeu «Talo (desambiguació)». |

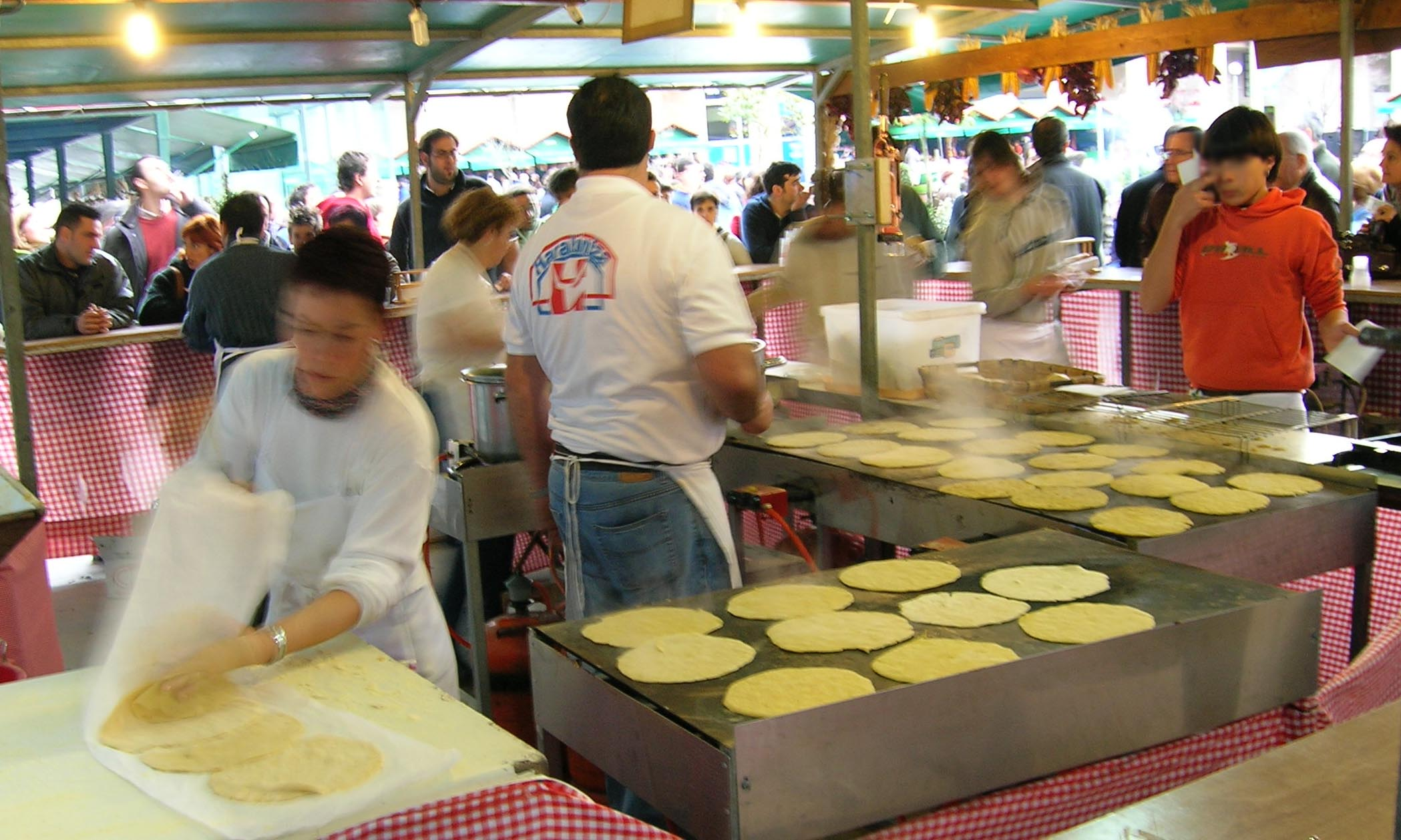
Coques de talo a la planxa

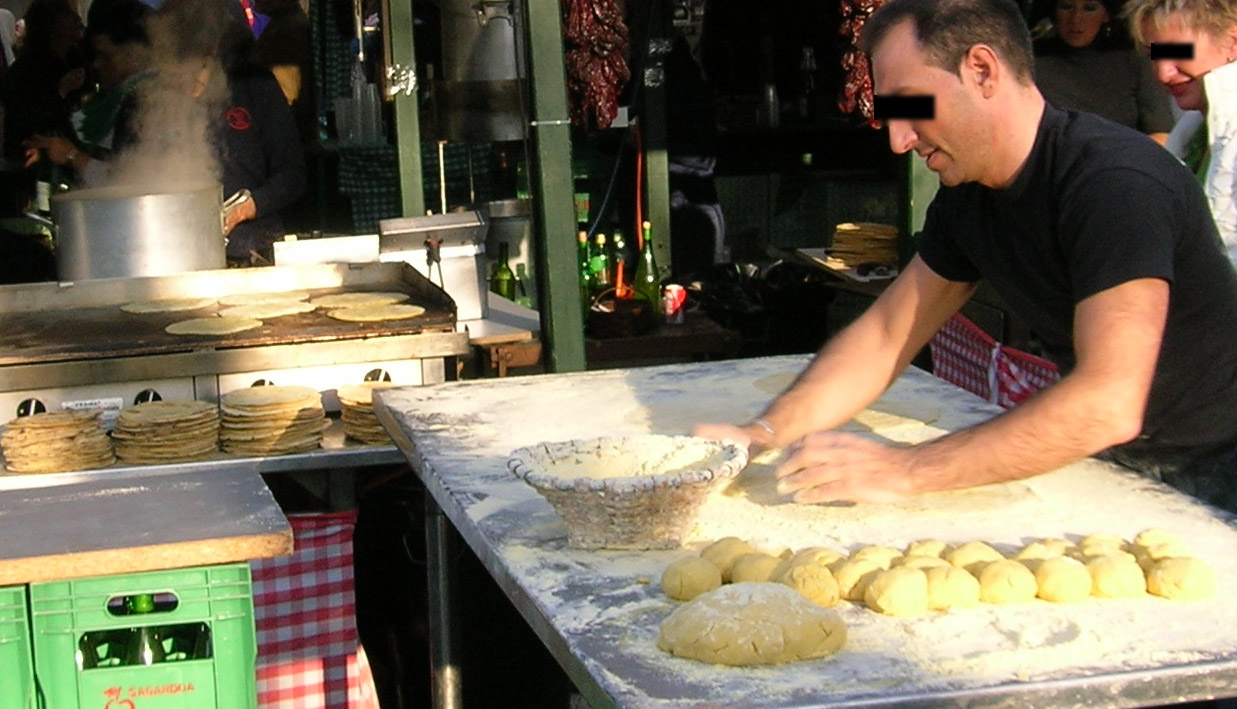
Preparació de la massa de talo, fira de Sant Tomàs de Bilbao

El talo és un aliment típic del País Basc i Navarra, similar a la coca tradicional d'Amèrica Central. Es cuina amb farina de blat de moro i aigua i es fa a la planxa.

## Història
El talo es consumia com a pa als baserris bascos (originalment a Guipúscoa), i el sobrant es menjava mullat en llet per a sopar, en una espècie de sopes. La generalització del pa de blat al llarg del segle xx va acabar pràcticament amb el consum del talo als baserris. El talo va passar de ser un aliment comú, bàsic i mal considerat, a ser preparat i consumit únicament en certes ocasions especials a l'any, guanyant en prestigi.
En l'actualitat és típic menjar-lo embolicant xistorra (o txistorra, en èuscar), i acompanyant-lo amb vi txakoli i es mengen també amb formatge o fins i tot amb xocolata. A Bilbao i Sant Sebastià, el talo és un element essencial de la fira de Sant Tomàs, que se celebra cada 21 de desembre.
Té certa semblança amb receptes d'America Llatina com la cachapa.

## Preparació
Per a elaborar el talo es necessiten 350 grams de farina de blat de moro, 250 mil·lilitres d'aigua tèbia i una mica de sal. Es posen la farina i la sal, i es comença a afegir l'aigua en el centre pastant, fins a formar una massa amb la textura adequada. Es deixa reposar trenta minuts i es formen boletes que es van estenent des del centre cap a fora fins a formar una espècie d'hòstia ben prima que es posa a torrar lleugerament en una planxa pels dos costats.
Se serveix acompanyat de xoriço fregit, xistorra, botifarró, cansalada, xingar, llom, etc.